# Epiactis marsupialis
Epiactis marsupialis is een zeeanemonensoort uit de familie Actiniidae.
Epiactis marsupialis is voor het eerst wetenschappelijk beschreven door Carlgren in 1901.